# Belenois larima
Belenois larima é uma borboleta da família Pieridae.  Pode ser encontrada no Senegal.

## Taxonomia
Esta espécie é de status duvidoso. Aurivillius tratou-a como uma raça de Belenois thysa da África Ocidental em 1898 contudo, mais tarde, tratou-a como distinta em 1910. Larsen considerou que possivelmente fosse um híbrido natural e sugeriu que ela deveria ser tratada como um nomen dubium em 2005.